# Saʿdūn as-Surunbāqī
Saʿdūn ibn Fath as-Surunbāqī (arabisch سعدون بن فتح السرنباقي, DMG Saʿdūn ibn Fatḥ as-Surunbāqī), auch Surunbaki († vor 910) war ein muslimischer (maurischer) Rebellenführer bzw. Regionalherrscher im Westen von al-Andalus in der zweiten Hälfte des 9. Jahrhunderts. Der Name soll sich vom arabischen السرور الباقى (as-surūr al-bāqī) ableiten, was etwa „andauernde (ewig währende) Freude“ bedeutet. Andere Deutungen sehen in Surunbāqī eine Ableitung vom Namen seines vermeintlichen Herkunftsortes Cirembaga (bei Alvorge, südlich von Coimbra) oder Serombeque (in der Region Beja).
As-Surunbāqī war wahrscheinlich der Sohn eines galicischen bzw. mozarabischen Konvertiten. Wie viele andere Nachkommen solcher „Neumuslime“ (Muwalladūn) nutzte auch er die Chance zur Integration in das herrschende System – zu einer Zeit, als sich die Mehrheit der von Arabern und Berbern unterworfenen Bevölkerung Andalusiens zwar bereits sprachlich und kulturell arabisiert hatte, religiös aber noch christlich geblieben war und fanatische christliche Prediger (allen voran Bischof Eulogius) diese Bevölkerung gegen die Muslime aufzuhetzen versuchten.
Unter der Herrschaft des Emirs Muhammad I. scheint as-Surunbāqī Statthalter oder doch zumindest hoher Verwaltungsbeamter im (heute zu Portugal gehörenden) Westen bzw. Nordwesten des Emirates gewesen zu sein. Bei Abwehrkämpfen gegen die unter Führung von Björn Eisenseite und Hasting einfallenden Wikinger geriet as-Surunbāqī 859 in deren Gefangenschaft, wurde aber 860 oder 861 gegen Zahlung eines Lösegelds wieder freigelassen. Dem Chronisten Ibn Hayyan (987–1075) zufolge soll Ṣurunbāqī einem jüdischen Mittelsmann, das Geld, das dieser ausgelegt hatte, nicht zurückgezahlt haben. Ibn Hayyan, der die Ära der Umayyaden-Herrscher von Córdoba positiv darzustellen bemüht war, bewertete as-Surunbāqī grundsätzlich negativ. Zusammen mit weiteren unzufriedenen Muwalladūn und Mozarabern hatte sich as-Surunbāqī der Rebellion des ebenfalls galicischstämmigen Ibn Marwan gegen die Umayyaden-Emire angeschlossen und sich sogar mit Asturiens König Alfons III. verbündet. Für Ibn Hayyan war das Bündnis der Rebellen mit den Christen und ihrem König nicht nur Verrat, sondern vor allem auch Schirk (Unglaube).

Rebellionen im Emirat von Córdoba (al-Andalus) zur Zeit as-Surunbāqīs: Ibn Marwāns Aufstandsgebiet (von Merida bis Badajoz) ist gelb dargestellt.

Ṣurunbāqī wurde oft als Herr (Gouverneur) von Burtukal (Portucale, Porto) bezeichnet, doch Porto war nach dem Scheitern von Ibn Marwans erster Revolte (868) an Alfons III. gefallen. Unsicher ist, ob as-Surunbāqī bis zur Inbesitznahme der Stadt durch die christlichen Asturier herrschte oder erst danach. Zum Zeitpunkt des Einmarsches der Truppen Alfons III. befand er sich in der Stadt, und Alfons III. betraute ihn danach mit dem Bau einer Festung zur Sicherung der am südlichen Douro-Ufer eroberten Gebiete gegen muslimische (umayyadische) Rückeroberungsversuche. Möglicherweise schloss sich Saʿdūn as-Surunbāqī erst 875 bzw. 876 Ibn Marwans zweiter Revolte an. Sie verschanzten sich zunächst in der Festung Monsalud (Munt Shalut, bei Badajoz) und konnten die Armee des Großwesirs Haschim ibn Abd al-Aziz schlagen. Im Gegenstoß vertrieb as-Surunbāqī 876 die den Umayyaden treuen Berber (Banū Dānis) aus Coimbra und wirkte an der Besetzung auch dieser Stadt durch die Truppen Alfons’ III. mit (878).
Zusammen mit Ibn Marwan beherrschte as-Surunbāqī nicht nur die entvölkerte und verwüstete Zwischenzone im Grenzgebiet zwischen den christlichen Reichen und dem muslimischen Gebiet, sondern die gesamte Region zwischen Douro und Badajoz, d. h. Zentralportugal und das nördliche Alemtejo. as-Surunbāqīs Milizen kontrollierten bzw. plünderten das Gebiet zwischen Coimbra, Santarem und Beja. Da sich Surunbāqīs Überfälle ab 883 aber wiederholt auch auf das angrenzende christliche Gebiet erstreckten, wurde er schließlich auf Alfons’ Befehl gefangen genommen und hingerichtet. Die muslimische Bevölkerung Coimbras wurde 904 vertrieben. Surunbāqīs Nachkommen blieben Verbündete der Nachkommen Ibn Marwans. Einer seiner Söhne, Masʿūd ibn Saʿdūn as-Surunbāqī, kämpfte sowohl gegen umayyadische Regierungstruppen als auch gegen arabische und berberische Rivalen. In Ibn Marwans Auftrag befestigte er um 914 das (ein bzw. zwei Jahre zuvor) von Alfons Nachfolger Ordoño II. zerstörte Évora neu und siedelte Muwalladūn aus Badajoz und Beja an, um zu verhindern, dass sich rivalisierende Berber dort niederlassen. Erst im Jahr 930 unterwarfen sich Ibn Marwans bzw. Ṣurunbāqīs Nachkommen in Badajoz bzw. Évora wieder dem Umayyaden-Emir von Córdoba.

## Sonstige Anmerkungen
1. ↑  Seltener auch Sadum bzw. Surumbaqi (Surumbaki), Shurumbaqi (Shurumbaki), Shurunbaqi (Shurunbaki), Surunbaqui (Surumbaqui), Xurumbaqi oder Soranbaqui
2. ↑  Asturiens König Alfons III., der Surunbāqī hatte hinrichten lassen, regierte bis 910
3. ↑  Unterschiedlichen Angaben zufolge stammte as-Surunbāqī bzw. seine Familie aus Beja (Jorge de Alarcão, Seite 138), Évora (José Rui Santos, Seite 25) oder Porto (Iván Pérez Marinas, Seite 159).

| Personendaten    | Personendaten                                     |
| ---------------- | ------------------------------------------------- |
| NAME             | Saʿdūn as-Surunbāqī                               |
| ALTERNATIVNAMEN  | Sāʿḍūn al-Ṣurumbaqi; Saʿdūn ibn Fatḥ as-Surunbāqī |
| KURZBESCHREIBUNG | maurischer Herrscher im Westen Andalusiens        |
| GEBURTSDATUM     | 9. Jahrhundert                                    |
| STERBEDATUM      | vor 910                                           |